# Biały Lew
Biały Lew – polski XVII-wieczny okręt wojenny, uzbrojona fluita.
Był to początkowo mały holenderski statek handlowy typu fluita. Podczas wojny polsko-szwedzkiej, został w 1626 lub 1627 zarekwirowany przez władze polskie z powodu przewozu kontrabandy dla Szwedów, a następnie został wyposażony i uzbrojony jako okręt wojenny. W źródłach okręt ten występuje pod niemiecką nazwą; jej polskie brzmienie jest rekonstrukcją.
„Biały Lew” wchodził w skład drugiej eskadry okrętów polskich, która wzięła udział w zwycięskiej bitwie z eskadrą szwedzką pod Oliwą 28 listopada 1627. Jego kapitanem był Piotr Böse. Okręt nie odegrał w bitwie większej roli; podjął nieudany pościg za wycofującymi się okrętami szwedzkimi.
Przed 2 maja 1628, kiedy nastąpiło ustalenie nowego składu polskiej floty, „Biały Lew” został wycofany ze służby, rozbrojony i przekształcony ponownie w statek handlowy. Dalszy los statku nie jest ustalony.

## Dane
- pojemność: 100 łasztów (ok. 200 ton)
- długość kadłuba między stewami – ok. 27,2 m (96 stóp amsterdamskich)
- szerokość kadłuba – ok. 5,1 m (18 stóp)
- załoga: 25 marynarzy i do 80 żołnierzy piechoty morskiej
- uzbrojenie: 8 dział małych wagomiarów (do kilku funtów) w baterii burtowej oraz kilka miotaczy kamieni (perier) (liczba dział była zmienna w niewielkich granicach)